# Anette Hoffman
Anette Hoffman (5 mei 1971) is een voormalig Deens handbalspeelster, twee keer Olympisch kampioen en twee keer wereldkampioen. Ze won een gouden medaille met het Deense nationale team op de Olympische Zomerspelen 1996 in Atlanta.  Vier jaar later won ze een gouden medaille met het Deense nationale team op de Olympische Zomerspelen 2000 in Sydney.  

## Privé
Hoffman heeft een zoon en een dochter.